# Insar (rzeka)
Insar – rzeka w Republice Mordowii, w Rosji, prawy dopływ Ałatyru. Długość rzeki wynosi 168 km, a powierzchnia jej dorzecza 3860 km². Rzeka przepływa m.in. przez Sarańsk oraz Ruzajewkę.